# Arrondissement Provins
Arrondissement Provins (fr. Arrondissement de Provins) je správní územní jednotka ležící v departementu Seine-et-Marne a regionu Île-de-France ve Francii. Člení se dále na sedm kantonů a 165 obcí.

## Kantony
od roku 2015:
- Coulommiers (část)
- Fontenay-Trésigny (část)
- Montereau-Fault-Yonne (část)
- Nangis (část)
- Ozoir-la-Ferrière (část)
- Provins
- Serris (část)

před rokem 2015:
- Bray-sur-Seine
- Donnemarie-Dontilly
- La Ferté-Gaucher
- Montereau-Fault-Yonne
- Nangis
- Provins
- Rebais
- Rozay-en-Brie
- Villiers-Saint-Georges